# Arno Breker
Arno Breker (19. juli 1900 i Elberfeld ved Wuppertal – 13. februar 1991 i Düsseldorf) var en tysk billedhugger, som er kendt for sine offentlige arbejder i Nazityskland, som blev anbefalet af myndighederne som modstykke til den såkaldte "Entartete Kunst".

## Liv
Breker blev født i Elberfeld i Nordtyskland som søn af en stenhugger. Han begyndte at studere arkitektur, stenhugning og anatomi og blev som tyveårig optaget på kunstakademiet i Düsseldolf, hvor han koncentrerede sig om skulptur. Han besøgte første gang Paris i 1924, kort før han afsluttede sine studier. Der mødte han Jean Cocteau, Jean Renoir, Pablo Picasso, Daniel-Henry Kahnweiler og Alfred Flechtheim. I 1927 flyttede han til Paris, som han nu betragtede som sit hjem. Han blev hurtigt accepteret af kunsthandleren Alfred Flechtheim. Han etablerede også nære forhold til vigtige personer i kunstverdenen som Charles Despiau, Isamu Noguchi, Maurice de Vlaminck og André Dunoyer de Segonzac, som han alle lavede portrætter af. Han rejste til Nordafrika og skabte litografier, som han udsendte under titlen "Tunesisk rejse". Han besøgte også Aristide Maillol, som omtalte Breker som "Tysklands Michelangelo".
I 1932 fik han en pris af det preussiske kulturministerium, som gjorde det muligt for ham at bo i Rom i et år. I 1934 vendte han tilbage til Tyskland efter råd fra Max Liebermann. På det tidspunkt fordømte Alfred Rosenberg, redaktøren af den nazistiske avis Völkischer Beobachter, rent faktisk nogle af Brekers arbejder som Entartete Kunst; men Breker blev støttet af mange nazistiske ledere især Adolf Hitler. Selv Rosenberg hyldede senere hans skulpturer som udtryk for det "store momentum og viljestyrke" ("Wucht und Willenhaftigkeit") i Nazityskland. Han modtog bestillinger fra nazisterne fra 1933 til 1942. Fx var der en udstilling af hans arbejder i det besatte Frankrig i 1942, hvor han mødte Jean Cocteau, som satte pris på hans arbejde. Han vedligeholdt et personligt forhold til Albert Speer og Hitler. I 1936 vandt han opgaven med at udforme to skulpturer, som skulle udtrykke atletisk overlegenhed. De skulle bruges ved de olympiske lege i 1936. Den ene forestillede en tikæmper ("Zehnkämpfer") og den anden den kvindelige vinder ("Die Siegerin"). I 1937 giftede han sig med Demetra Messala, en græsk model, og meldte sig også ind i nazistpartiet for at berede vejen til yderligere støtte fra Hitler."
I 1937 blev Breker udpeget som "officiel statsbilledhugger" af Hitler, fik en stor ejendom og et studie med 1.000 assistenter. Hitler fritog ham også for militærtjeneste.
Den neoklassicistiske stil i hans arbejder med titler som kammeratskab, fakkelbærer, og opofrelse gengav nazistiske idealer og passede ind i Nazistisk arkitektur. Ved nærmere betragtning giver hans figurers proportioner, den yderst koloristiske behandling af deres overflader (den stærke kontrast mellem mørke og lyse accenter) og den melodramatiske spænding i deres muskulatur anledning til sammenligning med de italienske Manierisme billedhuggere i det 16. århundrede. Denne tendens i Brekers neoklassicisme kan tyde på et nærmere tilknytningsforhold til samtidige ekspressionistiske tendenser i tysk modernisme, end hvad der er anerkendt.
Hans to neoklassicistiske statuer i "græsk-arkaisk" stil, opstillet i Albert Speers Nye Rigskancelli i Berlin (indviet til Hitlers 50 års fødselsdag i april 1939): Partiet (eller "Bevægelsen") (nøgen mand med fakkel) og Værnemagten (nøgen mand med sværd), flankerede indgangen til Mosaiksalen fra "Æresgården".
Breker var professor i visuel kunst i Berlin frem til Det tredje riges fald. Mens næsten alle hans skulpturer overlevede 2. verdenskrig blev over 90 % af hans offentlige værker ødelagt af de allierede efter krigen.
I 1948 blev Breker erklæret for "nazistisk medløber" og fik en bøde. På dette tidspunkt flyttede han tilbage til Düsseldorf, som forblev hans udgangspunkt, selv om han i perioder boede i Paris. I Düsseldorf arbejdede han som arkitekt. Han fortsatte imidlertid med at få opgaver om skulpturer og skabte en række arbejder i sin kendte klassiske stil for virksomheder og personer. Han skabte også mange portrætskulpturer. I 1970 fik han til opgave for kongen af Marokko at lave arbejder til Forenede Nationers bygning i Casablanca, men arbejdet blev ødelagt. Mange andre portrætarbejder fulgte som Anwar Sadat og Konrad Adenauer. Brekers rehabilitering fortsatte og kulminerede med planer om et Breker-museum, betalt af Bodenstein familien, som reserverede borgen Nörvenich mellem Aachen og Köln til formålet. Arno Breker Museet blev indviet i 1985.
Brekers rehabilitering førte til voldsomme reaktioner fra anti-nazistiske aktivister. Også en kontrovers i Paris da nogle af hans værker blev udstillet i Pompidou-centret i 1981. Samme blev en udstilling i Berlin mødt med anti-Breker demonstrationer. Brekers beundrere insisterede på, at han aldrig havde været en støtte af nazistisk ideologi, men blot havde modtaget partiets støtte.
Brekers sidste store arbejde var en monumental skulptur af Alexander den store, som det var tanken skulle opstilles i Grækenland.

## Portrætter (mest i bronze)
- Baron von Mirbach, 1920
- Friedrich Ebert, Berlin 1924 (første offentlige opgave)
- Walter Kaesbach, Düsseldorf, 1925
- Artur Kaufmann, 1925
- Herbert Eulenberg, 1925/26
- Otto Dix, Paris 1926/27
- Isamu Noguchi, Paris 1927
- Hermann Kesser, 1927
- Moissey Kogan, Paris 1927/28
- Inge Davemann, 1928
- Albert Lindgens, 1928
- Walter Lindgens, 1928
- Illa Fudickar, 1929
- Robert Gerling, 1929
- Arnold von Guilleaume, 1929
- Jean Marchand, 1929
- Mossey Kogan, 1929
- H. R. von Langen, 1929
- Alberto Giacometti
- Isolde von Conta, 1930
- Abraham Frohwein, 1930
- Heinrich Heine, 1930
- Edith Arnthal, 1930/31
- Demetra Breker, 1931
- Nico Mazaraki, 1931
- Robert Valancey, Paris 1931
- Fyrst Georg af Bayern, 1932
- Andreas von Siemens, Berlin 1932
- Nina Bausch, 1933
- Demetra Breker, 1933
- Olga von Dahlgreen, 1933
- Arthur Kampf, 1933
- Victor Manheimer, 1933
- Nora von Schnitzler, 1933
- Robert de Valencay, 1933
- Max Liebermann, 1934
- Gottfried Bermann-Fischer, 1934
- Max Baldner, 1934
- Kurt Edzard, 1934
- Grev von Luckner, 1934
- Anne-Marie Merkel, 1934/35
- Pütze von Siemens, 1934/35
- Kurt Edzard, 1935
- Anne-Marie Merkel, 1935
- Pütze von Siemens, 1935/36
- Carl Friedrich von Siemens, 1936
- Leo von König, 1936
- Joseph Goebbels, 1937
- Paul von Hindenburg, 1937
- Wolfgang Reindl, 1938
- Adolf Hitler, 1938 (fra 1939 udstillet i München)

- Richard Wagner, 1939
- Gerda Bormann (fru Martin Bormann), 1940
- Edda Göring (datter af Hermann Göring), 1941
- Albert Speer, 1941
- Grete Speer (fru Albert Speer), 1941
- Bernhard Rust
- Gerhart Hauptmann, 1942
- Serge Lifar, 1942/43
- Aristide Maillol, 1942/43
- Alfred Cortot, 1942/43
- Abel Bonnard, 1943
- Wilhelm Kreis, 1943
- Maurice de Vlaminck, 1943
- Claude Flammarion, 1944
- Gottfried Ude-Bernays, 1945
- Johannes Bork, 1946
- Lothar Albano Müller, 1950
- Ludwig Hölscher, 1952
- Gustav Lindemann, 1952
- Wilhelm Kempff, 1953
- Kejser Haile Selassie af Etiopien, 1955
- Rolf Gerling, 1956
- Hans Gerling
- Friedrich Sieburg, 1961
- Jean Cocteau, 1963
- Jean Marais, 1963
- Henry de Montherland, 1964
- Marcel Pagnol, 1964
- Roger Peyrefitte, 1964
- Jeanne Castel, 1964
- Paul Morand, 1965
- Jacques Benoist-Méchin, 1965
- Henry Picker
- André Dunoyer de Segonzac, 1966
- Marcel Midy
- Ezra Pound, 1967
- Kong Mohammed 5. af Marokko
- Prinsesse Ira von Fürstenberg
- Louis-Ferdinand Céline, 1970
- Salvador Dalí, 1974/75
- Ernst Fuchs, 1976/77
- Leopold Sedar Senghor, 1978
- Anwar El Sadat, 1980
- Ernst Jünger, 1981/82
- Arno Breker, Selvportræt, 1991

## Skulpturer 1935–1945
- Prometheus (1935)
- Relief am Gebäude der Lebensversicherung Nordstern, Berlin (1936)
- Der Zehnkämpfer fürs Olympia-Stadion, Berlin (1936, Silvermedal)
- Die Siegerin fürs Olympia-Stadion, Berlin (1936)
- Dionysos fürs Olympia-Dorf, Berlin (1936)
- Der Verwundete (1938)
- Der Rosseführer (1938)
- Anmut (1938)
- Fackelträger („Die Partei“) im Hof der Neuen Reichskanzlei (1939)
- Schwertträger („Die Wehrmacht“) im Hof der Neuen Reichskanzlei (1939)
- Der Wäger (1939)
- Der Wager (1939)
- Bereitschaft (1939)
- Der Rächer (1940)
- Kameraden (1940), Breker-Museum
- Bannerträger (1940)
- Abschied (1940)
- Vernichtung (1940)
- Opfer (1940)
- Schreitende (1940)
- Der Wächter (1941)
- Psyche (1941)
- Berufung (1941)
- Der Künder (1942)
- Der Sieger (1942)
- Kniende (1942)
- Eos (1942)
- Flora (1943)

## Relieffer
- Der Genius (1938)
- Der Kämpfer (1938)
- Apollo und Daphne
- Auszug zum Kampf (1941)
- Aufbruch der Kämpfer (1940/41)
- Der Rufer (1941)
- Orpheus and Eurydice (1944, Breker-Museum)

## Bøger om og af Arno Breker
- Joe F. Bodenstein: "Arno Breker - une biographie", Èditions SÉGUIER Paris, französische Erstausgabe 2016. ISBN 978-2-84049-690-8
- Dominique Egret (Hg.): Arno Breker. Ein Leben für das Schöne, A life for the Beautiful, 352 S., 600 Photographs, 1997, German, English, French. ISBN 3-87847-157-2.
- Hermann Leber: Rodin, Breker, Hrdlicka ISBN 3-487-10722-8
- Volker G. Probst: Das Pietà-Motiv bei Arno Breker. 1985.
- Volker G. Probst: Der Bildhauer Arno Breker – Eine Untersuchung, Marco Edition, ISBN 3-921754-07-0.
- Volker G. Probst: Das Bildnis des Menschen im Werk von Arno Breker, Studio de L'Art 1981 Berlin, Marco-VG, ISBN 3-921754-13-5.
- Arno Breker: Schriften, 190 S., zahlreiche Abbildungen, Einleitung F.J. Hall, Marco Bonn-Paris-New York, ISBN 3-921754-19-4.
- B. John Zavrel: Arno Breker – His Art and Life, 1985 West-Art USA, ISBN 0-914301-01-2
- Arno Breker: Begegnungen und Betrachtungen, 1987, Marco Paris-New York, ISBN 3-921754-27-5.
- Dr. Hans Klier: Arno Breker – Form und Schönheit, 1978 Salzburger Kulturvereinigung, Marco-Edition Bonn-Paris.
- B. John Zavrel: Interview with Arno Breker: The divine Beauty in Art, New York, 1982, West-Art USA ISBN 0-914301-04-7.
- Uwe Möller: Arno Breker – Zeichnungen – Drawings – Dessins 1927-1990, Bildband mit 110 Handzeichnungen, Museums-Edition.
- Roger Peyrefitte: Hommage a Arno Breker, 1980, Marco-Editeur Paris. mit 8 Originallithographien.
- Reagan/Bush/Carstens: Salut America (zu 300 Jahre Einwanderung USA), Lithographien von Arno Breker. West-Art, N.Y.
- Charles Despiau: Arno Breker, 1942, Bildband zur Retrospektive in der Orangerie Paris. Edition Flammarion/Frankreich.
- Paul Morand, Dali, Fuchs u.a.: Hommage a Arno Breker zum 75. Geburtstag des Künstlers 1975, Edition Mourlot/Marco Paris.
- Rolf Schilling: Eros und Ares – Begegnung mit Breker, 1994, Edition Arnshaugk ISBN 3-926370-21-1
- Arno Breker – Über allem Schönheit, Farb-Katalog als Festgabe zum 100.Geburtstag. Edition Dr. S. Nöhring/Museum Europäische Kunst

## Film / Video
- Arno Breker – Harte Zeit, starke Kunst, af Arnold Fanck, Hans Cürlis, Riefenstahl-Film GmbH, Berlin (1944)
- Arno Breker – Skulpturen und Musik, af Marco J. Bodenstein, 20 Minuten, Marco-Edition Bonn.
- Arno Breker – Deutsche Lebensläufe, Farbfilm 60 Minuten, Marco-VG, Bonn
- Paris-Rom-Berlin und Arno Breker, samt interview med Albert Speer. Farbfilm, 60 Minuten, EKS Museum Europäische Kunst, Schloss 52388 Nörvenich.

## Eksterne kilder
- Wikimedia Commons har flere filer relateret til Arno Breker
- The Art of Arno Breker Arkiveret 26. marts 2009 hos  Wayback Machine (engelsk)
- Web museum (engelsk)
- Interview with Arno Breker gennemført i 1979 (engelsk)
- Arno Breker Museum Official Site (tysk)
- Arno Breker biografi (tysk)
- Arno Breker Life, Work and Relationships with Modern Writers and Artists (Webside ikke længere tilgængelig) (fransk)
- Demetra Messala Artikel om Arno Brekers kone